# 下関市の地名
下関市の地名（しものせきしのちめい）では、山口県下関市の地名の一覧を記す。町名の後の（）内は発足年ならびに町名設置前の字名。参考文献には1988年に発足した町名までしか記載がなかったため、以後、近年までの新町名は発足年が不詳であることを容赦されたい。

## 旧市域

### 大字
下関市の前身である赤間関市は、1889年に市制施行し、23町1大字(関後地村)となっている。その後、1902年に下関市に改称している。なお、市制時の23町は町の項に譲り、ここでは記載しない。
その後、1955年までに14町村を編入し、53大字を追加し、さらに埋立地から1大字が新設され、この時点で55大字となっている。その後、住居表示実施により、10大字が消滅し、45大字が現存している。以下、地区別に記す。なお、本庁地区・吉見地区以外は合併前の旧自治体の区域ごとに設定されている。
本庁地区
関後地村のみ市制施行時の市域で、そのほかは旧生野村である。
- 関後地村
- 大坪
- 武久
- 幡生
- 後田
- 椋野
- 藤ヶ谷

彦島地区
- 彦島
- 六連島

長府地区
- 豊浦村
- 豊浦町
- 高畑
- 前田
- 才川
- 松小田
- 長府（1950年、埋立により新設）

王司地区
- 神田
- 山田
- 員光
- 宇部

清末地区
- 清末
- 阿内

小月地区
- 小月町（合併前は大字がなく、編入と同時に大字を設置）

王喜地区
- 松屋
- 宇津井

吉田地区
- 吉田
- 吉田地方

勝山地区
- 田倉
- 勝谷
- 楠乃
- 秋根
- 形山
- 井田
- 小野

内日地区
- 植田
- 内日上
- 内日下

川中地区
- 石原
- 有富
- 延行
- 伊倉
- 熊野
- 稗田
- 垢田
- 綾羅木

安岡地区
- 富任
- 蒲生野
- 安岡
- 横野
- 福江

吉見地区
- 吉見上（旧吉見村）
- 吉見下（旧吉見村）
- 永田郷（旧吉見村）
- 吉母（旧豊西村）
- 蓋井島（旧豊西村）

### 町
下関市では1962年より住居表示を実施している。本庁地区では市制時から町が存在し、また本庁地区や彦島地区では1962年以前から町名設置が行われている。以後、地区別・実施年順に町名について列挙する。
本庁地区
以下が市制時の町である。
- 壇之浦町
- 外浜町
- 阿弥陀寺町
- 中之町
- 西之端町
- 赤間町
- 稲荷町
- 裏町
- 奥小路町
- 田中町
- 東南部町
- 岬之町
- 観音崎町
- 西細江町
- 竹崎町
- 長崎町・茶山町→長門町（1903年合併）
- 西南部町
- 入江町
- 豊前田町
- 今浦町
- 新地町
- 伊崎町

1944年、下関駅周辺の埋め立てにより以下の町が新設された。
- 大和町

その後、1954年から1956年にかけて町名を再編している。
- 壇之浦町（壇之浦町）
- 阿弥陀寺町（阿弥陀寺町・壇之浦町・関後地村）
- 中之町（中之町・赤間町・外浜町・阿弥陀寺町）
- 赤間町（赤間町・稲荷町・裏町・奥小路町・西之端町・田中町・関後地村）
- 田中町（田中町・西之端町・東南部町・関後地村）
- 岬之町（岬之町・観音崎町・入江町）
- 観音崎町（観音崎町・西南部町）
- 竹崎町（竹崎町・豊前田町）
- 長門町（長門町）
- 入江町（入江町・岬之町）
- 豊前田町（豊前田町・竹崎町・関後地村）
- 今浦町（今浦町）
- 新地町（新地町）
- 伊崎町（伊崎町）
- 唐戸町（中之町・西之端町・赤間町・東南部町）
- 幸町（裏町・奥小路町・田中町・関後地村）
- 南部町（東南部町・西南部町）
- 細江町（西細江町・岬之町・入江町・豊前田町・関後地村）
- 大和町（大和町）
- 東大和町（大和町）
- 貴船町（赤間町・関後地村）
- 園田町（関後地村）
- 宮田町（関後地村）
- 上田中町（関後地村）
- 新港町（埋立）

また、1960年に大字大坪から以下の町が発足している。
- 大坪元町1丁目～3丁目
- 大坪栗尾

上記の地区は全域で住居表示が実施されており、未実施地区は残されていない。

以下、1962年以降に設置された町名について記す。なお、以下の町の中には全域が旧川中村である町も存在するが、現在は本庁地区であるためこちらに記す。
- 山の田南町（1962年、幡生・武久）
- 山の田中央町（1962年、幡生・垢田）
- 山の田本町（1962年、幡生・垢田）
- 幸町（1964年、幸町・関後地村）
- 赤間町（1964年、赤間町）
- 唐戸町（1964年、唐戸町・中之町・赤間町）
- 中之町（1964年、中之町）
- 阿弥陀寺町（1964年、阿弥陀寺町・中之町・園田町・関後地村）
- 宮田町1丁目～2丁目（1964年、宮田町・赤間町・幸町・園田町・関後地村）
- 貴船町1丁目～4丁目（1964年、貴船町・関後地村）
- 山の口町（1964年、関後地村）
- 石神町（1964年、後田）
- 後田町1丁目～5丁目（3丁目までは1964年、4丁目以降は1967年。後田・関後地村・幡生）
- 幡生町1丁目～2丁目（1丁目は1964年、2丁目は1967年。幡生・後田）
- 椋野町1丁目～3丁目（1丁目は1964年、2丁目以降は不詳。椋野・関後地村・後田・幡生）
- 本町1丁目～4丁目（1964年、園田町・貴船町・関後地村・椋野）
- 壇之浦町（1964年、壇之浦町・阿弥陀寺町・園田町・関後地村）
- みもすそ川町（1964年、関後地村・椋野）
- 南部町（1966年、南部町・唐戸町・関後地村）
- 田中町（1966年、田中町）
- 上田中町1丁目～8丁目（1966年、上田中町・田中町・関後地村・大坪・後田）
- 名池町（1966年、田中町・南部町・関後地村）
- 観音崎町（1966年、観音崎町・関後地村）
- 岬之町（1966年、岬之町）
- 入江町（1966年、入江町・関後地村）
- 丸山町1丁目～5丁目（2丁目までは1966年、3丁目以降は1973年。関後地村）
- 向洋町1丁目～3丁目（1966年、大坪元町1丁目～3丁目・関後地村・大坪・後田）
- 栄町（1966年、大坪元町1丁目～3丁目・大坪・後田）
- 東向山町（1966年、大坪元町1丁目～3丁目・大坪）
- 向山町（1966年、大坪元町1丁目～3丁目・大坪）
- 幡生東本町（1966年、幡生。1970年、宝町・生野町1～2丁目となり消滅）
- 羽山町（1967年、大坪・後田）
- 大坪本町（1967年、大坪）
- 金比羅町（1967年、大坪）
- 汐入町（1967年、大坪・武久）
- 武久町1丁目～2丁目（1967年、武久・幡生・垢田）
- 幡生本町（1967年、幡生・大坪・武久・後田）
- 幡生宮の下町（1967年、幡生・武久）
- 山の田東町（1967年、幡生）
- 長崎町1丁目（1969年、関後地村）
- 山手町（1969年、関後地村・大坪）
- 西神田町（1969年、関後地村）
- 桜山町（1969年、大坪栗尾・関後地村・大坪）
- 東神田町（1969年、関後地村・大坪）
- 中央町（1969年、大坪元町1丁目～3丁目・大坪）
- 神田町1丁目～2丁目（1969年、大坪元町1丁目～3丁目・大坪栗尾・大坪）
- 元町（1969年、大坪元町1丁目～3丁目・大坪栗尾・大坪）
- 藤附町（1969年、大坪）
- 大平町（1969年、大坪）
- 上新地町1丁目～5丁目（2丁目までは1969年、3丁目以降は1970年。伊崎町・関後地村・大坪）
- 伊崎町1丁目～2丁目（1970年、伊崎町・新地町・関後地村・大坪）
- 南大坪町（1970年、大坪・関後地村）
- 西大坪町（1970年、大坪）
- 筋ケ浜町（1970年、大坪）
- 筋川町（1970年、大坪）
- 宝町（1970年、幡生東本町・幡生）
- 生野町1丁目～2丁目（1970年、幡生東本町・幡生）
- 大学町1丁目～5丁目（4丁目までは1970年、5丁目は1977年。幡生・熊野）
- 東大和町1丁目～2丁目（1972年、東大和町）
- 西入江町（1973年、入江町）
- 細江町1丁目～3丁目（2丁目までは1973年、3丁目は1975年。細江町・岬之町・新港町）
- 豊前田町1丁目～3丁目（1丁目は1973年、2丁目以降は1975年。豊前田町・竹崎町・細江町・関後地村）
- 長崎中央町（1973年、関後地村）
- 春日町（1973年、関後地村・大坪）
- 関西町（1973年、関後地村）
- 細江新町（1975年、東大和町）
- 大和町1丁目～2丁目（1丁目は1975年、大和町・竹崎町）
- 竹崎町1丁目～4丁目（1975年、竹崎町・大和町）
- 長門町（1975年、長門町・竹崎町・豊前田町・関後地村）
- 笹山町（1975年、関後地村）
- 長崎新町（1975年、長門町・関後地村）
- 関西本町（1975年、関後地村）
- 長崎本町（1975年、関後地村）
- 上条町（1975年、長門町・関後地村）
- 今浦町（1975年、今浦町・長門町・関後地村）
- 新地町（1975年、新地町・関後地村）
- 新地西町（1975年、新地町・伊崎町）
- 山の田西町（1975年、垢田）
- 三河町（1977年、熊野）
- 山の田北町（1980年、幡生）
- 卸新町（1984年、椋野・楠乃）
- あるかぽーと（1996年、埋立）
- 藤ヶ谷町（年不詳、藤ヶ谷？）
- 椋野上町（年不詳、椋野・藤ヶ谷？）
- 武久西原台（年不詳、武久他？）
- 新椋野1丁目～3丁目（2009年、椋野他？）
- 幡生新町（2015年、幡生本町・武久町1丁目～2丁目・大坪本町他）

彦島地区
1960年に一度町名設置が行われている。これらの町は住居表示実施により消滅している。（）内は現在の町名。
- 彦島堀越町（彦島江の浦町2丁目～3丁目）
- 彦島塩谷町（彦島江の浦町2丁目～3丁目）
- 彦島杉田町（彦島杉田町1丁目～2丁目・彦島弟子待東町）
- 彦島中浜町（彦島江の浦町9丁目・彦島角倉町1丁目～2丁目）
- 彦島芳無田町（彦島江の浦町9丁目・彦島角倉町3丁目～4丁目）
- 彦島角倉町（彦島角倉町1丁目～4丁目）
- 彦島安舎町（彦島角倉町2丁目・彦島福浦町3丁目）
- 彦島硴崎町（彦島福浦町2丁目）

1976年、大字彦島から塩浜町1丁目が発足する。ただし、当町は翌年には下記の通り彦島を冠した町名に改められている。

1977年、彦島島内および竹ノ子島で一斉に住居表示が実施される。上記の旧町名を除いてすべて大字彦島に由来する。この結果、大字彦島は彦島島内からは消滅し、船島（巌流島）にのみ残る。
- 彦島塩浜町1丁目～3丁目
- 彦島海士郷町
- 彦島老町1丁目～3丁目
- 彦島老の山公園
- 彦島本村町1丁目～7丁目
- 彦島江の浦町1丁目～9丁目
- 彦島弟子待町1丁目～3丁目
- 彦島弟子待東町
- 彦島杉田町1丁目～2丁目
- 彦島角倉町1丁目～4丁目
- 彦島山中町1丁目～2丁目
- 彦島桜ケ丘町
- 彦島向井町1丁目～2丁目
- 彦島田の首町1丁目～2丁目
- 彦島福浦町1丁目～3丁目
- 彦島緑町
- 彦島迫町1丁目～7丁目
- 彦島西山町1丁目～5丁目
- 彦島竹ノ子島町

長府地区
まず、住居表示実施以前の1949年に、埋立地より以下の町が発足している。
- 長府港町

当町は1975年、同じく埋立地より発足した大字長府を編入したうえで住居表示を実施している。以下はそれ以外の住居表示地区である。
- 長府珠の浦町（1967年、豊浦村）
- 長府新松原町（1968年、豊浦村）
- 長府羽衣町（1968年、豊浦村）
- 長府古城町（1971年、豊浦村）
- 長府新四王司町（1975年、豊浦村）
- 長府浜浦町（1977年、豊浦村）
- 千鳥ケ丘町（1978年、才川・宇部）
- 長府浜浦南町（1980年、豊浦村）
- 長府扇町（1982年、松小田）
- 長府才川1丁目～2丁目（1982年、才川・松小田）
- 長府松小田東町（1982年、松小田・才川）
- 長府松小田北町（1982年、松小田）
- 長府松小田本町（1982年、松小田）
- 長府松小田中町（1982年、松小田）
- 長府松小田南町（1982年、豊浦村・松小田）
- 長府松小田西町（1982年、豊浦村・松小田）
- 長府中六波町（1982年、豊浦村・松小田）
- 長府江下町（1982年、豊浦村・松小田）
- 長府印内町（1982年、豊浦町・豊浦村）
- 長府金屋浜町（1982年、豊浦町・豊浦村）
- 長府金屋町（1982年、豊浦町・豊浦村）
- 長府惣社町（1982年、豊浦町・豊浦村）
- 長府中之町（1982年、豊浦町・豊浦村）
- 長府土居の内町（1982年、豊浦町・豊浦村）
- 長府中浜町（1982年、豊浦町・豊浦村）
- 長府南之町（1982年、豊浦町・豊浦村）
- 長府川端1丁目～2丁目（1982年、豊浦町・豊浦村）
- 長府四王司町（1982年、豊浦村）
- 長府豊城町（1982年、豊浦村）
- 長府豊浦町（1982年、豊浦村）
- 長府中尾町（1982年、豊浦村）
- 長府満珠町（1982年、豊浦村）
- 長府八幡町（1982年、豊浦村）
- 長府前八幡町（1982年、豊浦村）
- 長府安養寺1丁目～4丁目（1982年、豊浦村）
- 長府中土居北町（1982年、豊浦村）
- 長府中土居本町（1982年、豊浦村）
- 長府三島町（1982年、豊浦村）
- 長府亀の甲1丁目～2丁目（1982年、豊浦村）
- 長府宮の内町（1982年、豊浦村）
- 長府紺屋町（1982年、豊浦村）
- 長府逢坂町（1982年、豊浦村）
- 長府古江小路町（1982年、豊浦村）
- 長府東侍町（1982年、豊浦村）
- 長府侍町1丁目～2丁目（1982年、豊浦村）
- 長府松原町（1982年、豊浦村）
- 長府宮崎町（1982年、豊浦村）
- 長府外浦町（1982年、豊浦村）
- 長府黒門東町（1982年、豊浦村）
- 長府黒門南町（1982年、豊浦村）
- 長府野久留米町（1982年、豊浦村）
- 長府高場町（1982年、豊浦村）
- 長府向田町（1982年、豊浦村・前田）
- 前田1丁目～2丁目（1982年、前田）
- 長府羽衣南町（1984年、豊浦村）
- 長府日の出町（1988年、松小田）
- 長府満珠新町（年不詳、長府満珠町？）
- ゆめタウン（1994年、長府才川一丁目）
- 長府黒門町（2000年、豊浦村）
- 長府浜浦西町（2000年、豊浦村）

王司地区
- 王司観音町（1971年、宇部・神田。のちに西観音町・東観音町となり消滅）
- 員光町1丁目～4丁目（1994年、員光・神田）
- 西観音町（1994年、王司観音町・宇部・員光）
- 東観音町（1994年、王司観音町・宇部・神田）
- 王司神田1丁目～6丁目（1994年、神田・員光・宇部）
- 王司川端1丁目～3丁目（1994年、宇部。3丁目は住居表示未実施）
- 乃木浜1丁目～3丁目（宇部？住居表示未実施）
- 千鳥浜町（宇部？住居表示未実施）
- 王司本町1丁目～6丁目（1994年、宇部。2丁目は住居表示未実施）
- 王司上町1丁目～5丁目（1994年、宇部・千鳥ヶ丘町）
- 王司南町（1994年、宇部）
- 亀浜町（1994年、宇部）
- 赤池町（1994年、山田・清末・阿内）

清末地区
- 清末陣屋（1987年、清末）
- 清末鞍馬1丁目～5丁目（1987年、清末・小月町）
- 清末本町（1987年、清末）
- 清末中町1丁目～3丁目（2丁目までは1987年、3丁目は不詳。清末。なお、3丁目は住居表示未実施）
- 清末西町1丁目～3丁目（1987年、清末）
- 清末五毛1丁目（1987年、清末）
- 清末東町1丁目～6丁目（年不詳、清末。住居表示未実施）
- 清末千房1丁目～3丁目（年不詳、清末？）
- 清末大門（年不詳、清末？）

小月地区
- 小月宮の町（1987年、小月町）
- 小月京泊（1987年、小月町）
- 小月西の台（1987年、小月町）
- 小月小島1丁目～2丁目（1987年、小月町）
- 小月南町（1987年、小月町）
- 小月幸町（1987年、小月町）
- 小月本町1丁目～2丁目（1987年、小月町）
- 小月駅前1丁目（1987年、小月町）
- 小月茶屋1丁目～3丁目（1987年、小月町・清末）
- 小月杉迫1丁目～3丁目（1987年、小月町）
- 小月公園町（1987年、小月町）
- 小月市原町（1987年、小月町）
- 小月高雄町（年不詳、小月町）

王喜地区
当地区は王喜本町と王喜宇津井1丁目を除き住居表示未実施である。
- 木屋川1丁目～2丁目（年不詳、宇津井・吉田）
- 木屋川本町1丁目～5丁目（年不詳、宇津井）
- 木屋川南町1丁目～4丁目（年不詳、宇津井）
- 王喜本町1丁目～6丁目（年不詳、松屋・宇津井）
- 王喜宇津井1丁目～3丁目（年不詳、松屋・宇津井）
- 松屋上町1丁目～3丁目（年不詳、松屋）
- 松屋東町1丁目～3丁目（年不詳、松屋）
- 松屋本町1丁目～5丁目（年不詳、松屋）
- 工領開作（年不詳、松屋）
- 白崎1丁目～4丁目（2004年、松屋・宇津井）

勝山地区
- 田倉御殿町1丁目～2丁目（1972年、田倉・勝谷）
- 勝谷新町1丁目～4丁目（1976年、勝谷・楠乃）
- 新下関団地（1978年、秋根・有富。1987年、秋根北町となり消滅）
- 一の宮町1丁目～5丁目（2丁目までは1979年、3丁目～4丁目は1987年、5丁目は不詳。楠乃・伊倉）
- 秋根南町1丁目～2丁目（1979年、秋根・楠乃）
- 秋根西町1丁目～2丁目（1979年、秋根・楠乃）
- 秋根本町1丁目～2丁目（1979年、秋根）
- 秋根北町（1979年、秋根）
- 秋根東町（1979年、秋根）
- 形山みどり町（1979年、形山・秋根）
- 前勝谷町（1987年、勝谷）
- 一の宮住吉1丁目～3丁目（1987年、楠乃）
- 一の宮学園町（1987年、楠乃）
- 一の宮本町1丁目～2丁目（1987年、楠乃・形山）
- 一の宮東町（1987年、楠乃）
- 秋根新町（1987年、新下関団地・秋根北町）
- 秋根上町1丁目～3丁目（年不詳、秋根・田倉・勝谷？）
- 楠乃1丁目～5丁目（年不詳、楠乃・勝谷？2丁目までは住居表示未実施）
- 一の宮卸本町（年不詳、楠乃・椋野？）
- 東勝谷（年不詳、勝谷？）
- 形山町（年不詳、形山・田倉？）

川中地区
- 綾羅木本町（1956年、綾羅木。のちに住居表示実施により、丁目がつく）
- 川中本町（1966年、伊倉・稗田。川中本町1丁目～2丁目とは別の町である）
- 稗田南町（1971年、稗田・幡生）
- 稗田西町（1974年、稗田）
- 稗田中町（1974年、稗田）
- 稗田北町（1974年、稗田）
- 綾羅木新町（1975年、綾羅木・富任。のちに丁目がつく）
- 新垢田南町1丁目～3丁目（1977年、垢田）
- 新垢田東町1丁目～2丁目（1977年、垢田）
- 新垢田西町1丁目～4丁目（1977年、垢田）
- 新垢田北町（1977年、垢田）
- 伊倉東町（1979年、伊倉・秋根）
- 垢田町1丁目～5丁目（1980年、垢田・稗田）
- 古屋町1丁目～2丁目（1980年、稗田・垢田）
- 綾羅木南町1丁目～3丁目（1980年、綾羅木・垢田）
- 綾羅木本町1丁目～9丁目（1980年、綾羅木本町・綾羅木・稗田・垢田）
- 稗田町（1980年、稗田）
- 川中本町1丁目～2丁目（1980年、伊倉・稗田。丁目のない川中本町を挟み込むように1丁目と2丁目が位置する）
- 伊倉町1丁目～3丁目（1980年、伊倉）
- 綾羅木新町1丁目～4丁目（1980年、綾羅木新町・綾羅木）
- 川中豊町1丁目～7丁目（1982年、伊倉・稗田）
- 伊倉本町（1982年、伊倉）
- 熊野西町（年不詳、熊野？）
- 熊野町1丁目～3丁目（年不詳、熊野？）
- 伊倉新町1丁目～5丁目（2008年、伊倉？）
- 長州出島（2019年、埋立）

安岡地区
- 梶栗松風町（1975年、富任。その後梶栗町の一部となり消滅）
- 横野新町（1983年、安岡。その後横野町の一部となり消滅）
- 安岡町1丁目～8丁目（年不詳、安岡・福江・蒲生野・富任）
- 横野町1丁目～4丁目（年不詳、横野新町・横野・安岡）
- 安岡本町1丁目～3丁目（年不詳、安岡・横野）
- 安岡駅前1丁目～2丁目（年不詳、安岡・富任）
- 富任町1丁目～8丁目（年不詳、富任・安岡・蒲生野）
- 梶栗町1丁目～5丁目（年不詳、梶栗松風町・富任・綾羅木）

吉見地区
- 吉見竜王町（1982年、吉見下）
- 吉見古宿町（年不詳、吉見下）
- 吉見本町1丁目～2丁目（年不詳、吉見下）
- 吉見里町1丁目～2丁目（年不詳、吉見下・吉見上・永田郷）
- 吉見新町1丁目～2丁目（年不詳、吉見下・永田郷）
- 永田本町1丁目～4丁目（年不詳、永田郷）

## 平成の大合併により下関市域となった地区
2005年（平成17年）に下関市（第1次）が豊浦郡菊川町・豊田町・豊浦町・豊北町と合併し、下関市（第2次）が発足している。
その際に旧郡部の地名は、○○町○○のように合併前の町名を冠した後に大字を続けている。

旧郡部では豊浦町豊洋台を除き町名設置は行っておらず、他はすべて大字区域であるため、該当の地区は大字の列挙のみにとどめる。

以下の町字名の一覧はすべて冠称する町名(旧自治体名)を省略するものとする。

### 菊川町
- 西中山（旧豊東村）
- 東中山（旧豊東村）
- 樅ノ木（旧豊東村）
- 道市（旧豊東村）
- 轡井（旧豊東村）
- 下保木（旧豊東村）
- 上保木（旧豊東村）
- 上大野（旧豊東村）
- 下大野（旧豊東村）
- 田部（旧豊東村）
- 上田部（旧豊東村）
- 七見（旧豊東村）
- 吉賀（旧岡枝村）
- 下岡枝（旧岡枝村）
- 上岡枝（旧岡枝村）
- 楢崎（旧楢崎村）
- 久野（旧楢崎村）
- 貴飯（旧楢崎村）
- 日新（内日村内日下・植田の一部を編入）

### 豊田町
- 殿居（旧殿居村）
- 佐野（旧殿居村）
- 一ノ俣（旧殿居村）
- 荒木（旧殿居村）
- 杢路子（旧殿居村）
- 宇内（旧豊田中村）
- 稲見（旧豊田中村）
- 金道（旧豊田中村）
- 八道（旧豊田中村）
- 浮石（旧豊田中村）
- 鷹子（旧豊田中村）
- 殿敷（旧西市町）
- 楢原（旧西市町）
- 西市（旧西市町）
- 矢田（旧西市町）
- 庭田（旧西市町）
- 今出（旧西市町）
- 地吉（旧西市町）
- 大河内（旧西市町）
- 中村（旧豊田下村）
- 稲光（旧豊田下村）
- 日野（旧豊田下村）
- 萩原（旧豊田下村）
- 東長野（旧豊田下村）
- 高山（旧豊田下村）
- 阿座上（旧豊田下村）
- 江良（旧豊田下村）
- 手洗（旧豊田下村）
- 西長野（旧豊田下村）
- 城戸（旧豊田下村）

### 豊浦町
- 川棚（旧川棚村。合併と同時に大字を設置）
- 吉永（旧黒井村）
- 黒井（旧黒井村）
- 厚母郷（旧黒井村）
- 涌田後地（旧黒井村）
- 室津上（旧豊西村）
- 室津下（旧豊西村）
- 宇賀（旧宇賀村。合併と同時に大字を設置）
- 小串（旧小串町。編入と同時に大字を設置）
- 豊洋台1丁目～3丁目（1983年、黒井・厚母郷）
- 豊洋台新町（年不詳、黒井・厚母郷）

### 豊北町
- 粟野（旧粟野村。合併と同時に大字を設置）
- 阿川（旧阿川村。合併と同時に大字を設置）
- 神田（旧神田村。合併と同時に大字を設置）
- 角島（旧角島村。合併と同時に大字を設置）
- 滝部（旧滝部村。合併と同時に大字を設置）
- 田耕（旧田耕村。合併と同時に大字を設置）
- 神田上（旧神玉村）
- 矢玉（旧神玉村）
- 北宇賀（旧宇賀村。合併と同時に大字を設置）